# Grevillea leucopteris
Grevillea leucopteris är en tvåhjärtbladig växtart som beskrevs av Meissn.. Grevillea leucopteris ingår i släktet Grevillea och familjen Proteaceae. Inga underarter finns listade i Catalogue of Life.